# Fornicia afrorum
Fornicia afrorum är en stekelart som beskrevs av De Saeger 1942. Fornicia afrorum ingår i släktet Fornicia och familjen bracksteklar. Inga underarter finns listade i Catalogue of Life.